# 3196 Maklaj
3196 Maklaj је астероид главног астероидног појаса са средњом удаљеношћу од Сунца која износи 3,032 астрономских јединица (АЈ).
Апсолутна магнитуда астероида је 12,3.